# 清水泰
清水 泰（しみず ゆたか、1894年（明治27年）1月28日 - 1969年（昭和44年）9月13日）は、国文学者。
山梨県北巨摩郡安都那村（現・北杜市）生まれ。水上勘三郎の次男として生まれ、清水有文の養子となった。1925年京都帝国大学（現・京都大学）文学部国文科卒。龍谷大学教授、1941年立命館大学教授。1964年退任、名誉教授。1962年「継子物語の研究」で京都大学文学博士。
弟に水上達三がいる。

## 著書
- 『日本文学論考』初音書房、1960

### 校注など
- 『異本堤中納言物語 校註』3巻 竜谷大学国文学会、1928
- 『堤中納言物語評釈』文献書院、1929
- 『国文学大講座 第22 保元物語・太平記選釈』斎藤清衛共著 日本文学社、1935
- 『堤中納言物語詳解』要書房、1954
- 『堤中納言物語』弘文堂 アテネ文庫 古典解説シリーズ、1955
- 『曽我物語 万法寺本』編校 古典文庫、1960
- 『校註小夜衣 異本堤中納言物語』有精堂出版、1989

## 参考
- 清水泰教授略歴 論究日本文學、1954-7
- 清水泰先生略歴並業績 立命館文學、1959-7
- 清水泰先生略歴並著書 論究日本文學、1964-9
- 『人物物故大年表』